# زلزال هندوكوش 2015
زلزال هندوكوش 2015 هو زلزال ضرب شمال شرق جنوب آسيا في 26 أكتوبر 2015، وبلغت قوته 7.5 على مقياس رختر. وقد كان مركز الزلزال على عمق 210 كم، و تأثرت به الدول المجاورة كالهند وباكستان،  وكان مركزه في منطقة سلسلة جبال هندوكوش. خلف الزلزال أولياً خسائر بشرية حيث قتل 294 شخصاً معظمهم في باكستان، منهم خمسة في جلال آباد، و12 طالبة في تدافع جماعي بعد انهيار مدرستهم في ولاية تخار. وشعر السكان بالزلزال في باكستان والهند وطاجيكستان وقيرغيزستان.
كما حدثت هزة تابعة قوتها 4.8 درجات بعد الزلزال الأول بأربعين دقيقة. ويشار إلى أن خدمات الهواتف المحمولة قد توقفت لعدة ساعات بسبب الضجيج الصوتي العالي. أخر زلزال حدث في منطقة بارتفاع مماثل كان في لأكتوبر 2005.

## الخسائر البشرية
| الدولة              | القتلى | الجرحى | المصادر |
| ------------------- | ------ | ------ | ------- |
| باكستان             | 248    | 665 1  |         |
| أفغانستان           | 115    | 538    |         |
| الهند (جامو وكشمير) | 4      | 20     |         |
| المجموع             | 367    | 2223   |         |